# Zduńska Wola (comune rurale)
Zduńska Wola è un comune rurale polacco del distretto di Zduńska Wola, nel voivodato di Łódź.
Ricopre una superficie di 111,54 km² e nel 2004 contava 11 162 abitanti.
Il capoluogo è Zduńska Wola, che non fa parte del territorio ma costituisce un comune a sé.